# 길이순 강 목록

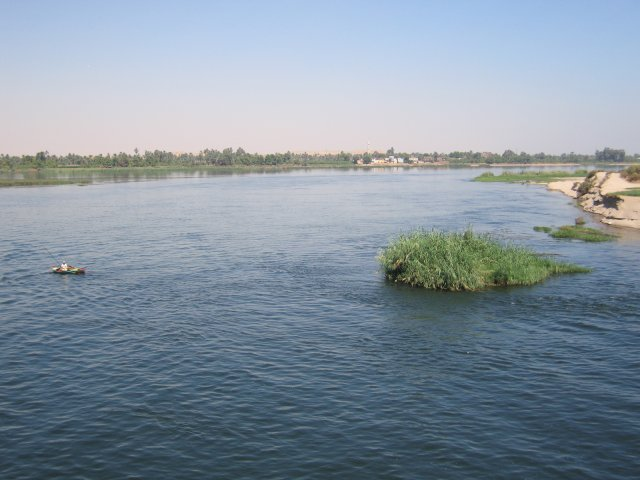
나일강

2000 km가 넘는 강의 목록이다.

## 강의 길이
강의 길이를 재는 것은 간단하지 않다. 강의 수원과 하구의 위치를 밝혀야 하고, 그 사이의 거리를 재야 한다. 나일강과 아마존강 중에 어느 강이 더 긴지는 이론의 여지가 있다.
강의 수원을 찾는 것은 쉽지 않다. 대개 강은 여러 지류를 가지기 때문이다. 여러 지류의 수원 중에 강 하구에서 가장 먼 곳을 강의 수원이라고 하고, 이곳부터 잰 거리를 강의 길이라고 한다. 하지만 실제로는 강의 가장 먼 수원은 다른 이름을 가진 경우가 있다. 미시시피강의 가장 먼 수원은 그 지류인 미주리강의 수원이기 때문이다. 그래서 전체 길이를 말할 때는 미시시피-미주리 강이라고 하기도 한다. 또 강의 수원은 평소에는 마른 하천이다가 특정 계절에만 흐르는 하천일 수도 있고, 늪이나 호수일 경우도 있다. 이 경우 어디가 시작이라고 정확히 말하기 어렵다.
강의 하구가 정확히 어디라고 하기 어려운 경우도 있다. 아마존강이나 세인트로렌스강의 경우 강어귀가 넓게 열려 있어 바다와의 경계를 정하기가 쉽지 않다. 또한 하구가 없이 증발해서 사라지는 강일 경우, 계절에 따라 강이 끝나는 위치가 달라진다.
강의 길이를 재는 것도 지도의 정밀도에 따라 달라진다. 프랙털과 같은 지형의 특징 때문에 지도의 정밀도에 따라 강의 길이는 달라질 수 있다.
정밀한 지도가 있다 하더라도 강의 길이는 쉽게 결정할 수 어렵다. 어디를 강의 중심선으로 봐야 하는지, 또 호수 등을 통과할 때 강의 길이를 어떻게 재야 하는지 등을 정해야 하기 때문이다. 그리고 계절에 따라 이런 결정은 달라질 수 있다.

## 2000 km를 넘는 강의 목록
아래 표는 여러 자료의 값을 평균해서 구한 것이다. 만약 그 길이의 차가 크다면 두 값을 모두 표시하였다.
| 대륙 표시 | 대륙 표시 | 대륙 표시 | 대륙 표시  | 대륙 표시  | 대륙 표시  |
| --------- | --------- | --------- | ---------- | ---------- | ---------- |
| 아프리카  | 아시아    | 유럽      | 북아메리카 | 오세아니아 | 남아메리카 |

| 순위 | 강                            | 길이 (km)             | 길이 (마일)    | 유역 (km2)        | 평균 유량 (m³/s) | 하구                    | 나라 |
| ---- | ----------------------------- | --------------------- | -------------- | ----------------- | ---------------- | ----------------------- | --- |
| 1.   | 나일                          | 6,650 (7,088)         | 4,130 (4,404)  | 3,254,555         | 2,800            | 지중해                  | 수단 · 에티오피아 · 이집트 · 우간다 · 탄자니아 · 케냐 · 르완다 · 부룬디 · 에리트레아 · 콩고 민주 공화국 |
| 2.   | 아마존                        | 6,400 (6,992)         | 3,976 (4,345)  | 7,000,000         | 209,000          | 대서양                  | 브라질 · 페루 · 볼리비아 · 콜롬비아 · 에콰도르 · 베네수엘라 |
| 3.   | 장강                          | 6,300 (6,418)         | 3,917 (3,988)  | 1,800,000         | 31,900           | 동중국해                | 중화인민공화국 |
| 4.   | 미시시피 - 미주리             | 6,270                 | 3,895          | 2,980,000         | 16,200           | 멕시코만                | 미국 (98.5%, 미네소타주 · 아이오와주 · 위스콘신주 · 일리노이주 · 미주리주 · 노스다코타주 · 사우스다코타주 · 네브래스카주 · 몬태나주 · 켄터키주 · 테네시주 · 아칸소주 · 루이지애나주 · 미시시피주) · 캐나다 (1.5%) |
| 5.   | 예니세이 - 안가라             | 5,550 (4,506)         | 3,449 (2,800)  | 2,580,000         | 19,600           | 카라해                  | 러시아 · 몽골 |
| 6.   | 오비 - 이르티시               | 5,550*                | 3,449*         | 2,990,000         | 12,800           | 오비 만                 | 러시아 · 카자흐스탄 · 중화인민공화국 |
| 7.   | 황하                          | 4,667 (4,350)         | 2,900 (2,703)  | 745,000           | 2,110            | 보하이 만 (서해)        | 중화인민공화국 |
| 8.   | 아무르 (헤이룽장 강 · 흑룡강) | 4,368*                | 2,714*         | 1,855,000         | 11,400           | 오호츠크해              | 러시아 · 중화인민공화국 · 몽골 |
| 9.   | 콩고 (자이르 강)              | 4,371 (4,670)         | 2,716 (2,902)  | 3,680,000         | 41,800           | 대서양                  | 콩고 민주 공화국 · 중앙아프리카 공화국 · 앙골라 · 콩고 공화국 · 탄자니아 · 카메룬 · 잠비아 · 부룬디 · 르완다 |
| 10.  | 레나                          | 4,260 (4,400)         | 2,647 (2,734)  | 2,490,000         | 17,100           | 랍테프해                | 러시아 |
| 11.  | 매켄지                        | 4,241 (5,427)         | 2,635 (3,372)  | 1,790,000         | 10,300           | 보퍼트해                | 캐나다 |
| 12.  | 나이저(니제르)                | 4,167 (4,138*)        | 2,589 (2,571*) | 2,090,000         | 9,570            | 기니만                  | 나이지리아 (26.6%) · 말리 (25.6%) · 니제르 (23.6%) · 알제리 (7.6%) · 기니 (4.5%) · 카메룬 (4.2%) · 부르키나파소 (3.9%) · 코트디부아르 · 베냉 · 차드 |
| 13.  | 메콩                          | 4,023                 | 2,500          | 810,000           | 16,000           | 남중국해                | 라오스 · 타이 · 중화인민공화국 · 캄보디아 · 베트남 · 미얀마 |
| 14.  | 파라나 (- 라플라타)           | 3,998 (4,700)         | 2,484 (2,920)  | 3,100,000         | 25,700           | 대서양                  | 브라질 (46.7%) · 아르헨티나 (27.7%) · 파라과이 (13.5%) · 볼리비아 (8.3%) · 우루과이 (3.8%) |
| 15.  | 머리 - 달링                   | 3,750 (3,520)         | 2,330 (2,187)  | 3,490,000         | 767              | 남극해                  | 오스트레일리아 |
| 16.  | 볼가                          | 3,645*                | 2,265          | 1,380,000         | 8,080            | 카스피해                | 러시아 (99.8%) · 카자흐스탄 (일부) · 벨라루스 (일부) |
| 17.  | 샤트알아랍 - 유프라테스       | 3,596 (2,992)         | 2,234 (1,859)  | 884,000           | 856              | 페르시아만              | 이라크 (40.5%) · 터키 (24.8%) · 이란 (19.7%) · 시리아 (14.7%) |
| 18.  | 푸루스                        | 3,379 (2,948) (3,210) |                |                   |                  | 아마존강                | 브라질 · 페루 |
| 19.  | 마데이라                      | 3,239                 |                |                   |                  | 아마존강                | 브라질 · 볼리비아 · 페루 |
| 20.  | 유콘                          | 3,184                 | 1,978          | 850,000           | 6,210            | 베링해                  | 미국 (59.8%) · 캐나다 (40.2%) |
| 21.  | 인더스 (Sindhu)               | 3,180                 | 1,976          | 960,000           | 7,160            | 아라비아해              | 파키스탄 · 인도 · 중화인민공화국, (카슈미르) · 아프가니스탄 (6.3%) |
| 22.  | 상프란시스쿠                  | 3,180* (2,900)        | 1,976* (1,802) | 610,000           | 3,300            | 대서양                  | 브라질 |
| 23.  | 시르다리야                    | 3,078                 | 1,913          | 100,000           | -                | 아랄해                  | 카자흐스탄 · 키르기스스탄 · 우즈베키스탄 · 타지키스탄 |
| 24.  | 땅륀 (Salwin) (Nu Jiāng)      | 3,060                 | 1,901          | 324,000           | -                | 안다만해                | 중화인민공화국 (52.4%) · 미얀마 (43.9%) · 타이 (3.7%) |
| 25.  | 세인트로렌스                  | 3,058                 | 1,900          | 1,030,000         | 10,100           | 세인트로렌스만          | 캐나다 (52.1%) · 미국 (47.9%) |
| 26.  | 리오그란데                    | 3,057 (2,896)         | 1,900 (1,799)  | 570,000           | 82               | 멕시코만                | 미국 (52.1%, 콜로라도주, 뉴멕시코주, 텍사스주) · 멕시코 (47.9%) |
| 27.  | 퉁구스카                      | 2,989                 |                |                   |                  | 예니세이강              | 러시아 |
| 28.  | 브라마푸트라                  | 2,948*                | 1,832*         | 1,730,000         | 43,900           | 벵골만                  | 인도 (58.0%) · 중화인민공화국 (19.7%) · 네팔 (9.0%) · 방글라데시 (6.6%) · 인도/중화인민공화국 분쟁지(4.2%) · 부탄 (2.4%) |
| 29.  | 다뉴브                        | 2,850*                | 1,771*         | 817,000           | 7,130            | 흑해                    | 루마니아 (28.9%) · 헝가리 (11.7%) · 오스트리아 (10.3%) · 세르비아 몬테네그로 (10.3%) · 독일 (7.5%) · 슬로바키아 (5.8%) · 불가리아 (5.2%) · 보스니아 헤르체고비나 (4.8%) · 크로아티아 (4.5%) · 우크라이나 (3.8%) · 체코 (2.6%) · 슬로베니아 (2.2%) · 몰도바 (1.7%) · 스위스 (0.32%) · 이탈리아 (0.15%) · 폴란드 (0.09%) · 알바니아 (0.03%) |
| 30.  | 토칸칭스                      | 2,699                 | 1,677          | 1,400,000         | -                | 대서양 · 아마존강       | 브라질 |
| 31.  | 잠베지                        | 2,693*                | 1,673*         | 1,330,000         | 4,880            | 모잠비크 해협           | 잠비아 (41.6%) · 앙골라 (18.4%) · 짐바브웨 (15.6%) · 모잠비크 (11.8%) · 말라위 (8.0%) · 탄자니아 (2.0%) · 나미비아 · 보츠와나 |
| 32.  | 빌류이                        | 2,650                 |                |                   |                  | 레나강                  | 러시아 |
| 33.  | 아라과이아                    | 2,627                 | 1,632          | -                 | -                | 토칸칭스강              | 브라질 |
| 34.  | 아무다리야                    | 2,620                 |                | 534,764           |                  | 아랄해                  | 우즈베키스탄 · 투르크메니스탄 · 타지키스탄 · 아프가니스탄 |
| 35.  | 자푸라 (Rio Japurá)           | 2,615*                | 1,625*         | -                 | -                | 아마존강                | 브라질 · 콜롬비아 |
| 36.  | 넬슨 - 서스캐처원             | 2,570                 | 1,597          | 1,093,000         | 2,575            | 허드슨강                | 캐나다 · 미국 |
| 37.  | 파라과이                      | 2,549                 | 1,584          | -                 | -                | 파라나강                | 브라질 · 파라과이 · 볼리비아 · 아르헨티나 |
| 38.  | 콜리마                        | 2,513                 |                | 680,000           |                  | 동시베리아해            | 러시아 |
| 39.  | 갠지스                        | 2,510                 |                |                   |                  | 브라마푸트라강 · 벵골만 | 인도 · 방글라데시 · 네팔 |
| 40.  | 필코마요                      | 2,500                 |                |                   |                  | 파라과이강              | 파라과이 · 아르헨티나 · 볼리비아 |
| 41.  | 우랄                          | 2,428                 | 1,509          | 237,000           | -                | 카스피해                | 러시아 · 카자흐스탄 |
| 42.  | 아칸소                        | 2,348                 | 1,459          | 505,000 (435,122) | -                | 미시시피강              | 미국 (콜로라도주, 캔자스주, 오클라호마주, 아칸소주) |
| 43.  | 드네프르                      | 2,287                 | 1,421          | 516,300           | 1,670            | 흑해                    | 러시아 · 벨라루스 · 우크라이나 |
| 44.  | 콜로라도                      | 2,333                 | 1,450          | 390,000           | -                | 캘리포니아만            | 미국 (콜로라도주 · 유타주 · 네바다주 · 애리조나주 · 캘리포니아주) · 멕시코 |
| 45.  | 이라와디                      | 2,170                 | 1,348          | 411,000           | -                | 안다만해                | 미얀마 |
| 46.  | 시장 (서강)                   | 2,130                 | 1,324          | 437,000           | 13,600           | 남중국해                | 중화인민공화국 |
| 47.  | 오하이오-앨러게니             | 2,102                 | 1,306          | 490,603           | -                | 미시시피                | 미국 (펜실베이니아주 · 웨스트버지니아주 · 오하이오주 · 켄터키주 · 인디애나주 · 일리노이주) |
| 48.  | 오리노코                      | 2,101                 | 1,306          | 954,000           | -                | 대서양                  | 베네수엘라 · 콜롬비아 |
| 49.  | 오렌지                        | 2,092                 | 1,300          | 941,000           | -                | 대서양                  | 남아프리카 공화국 · 나미비아 · 보츠와나 · 레소토 |

## 같이 보기
- 강 목록